# Nigel Reo-Coker
Nigel Shola Andre Reo-Coker (født 14. maj 1984 i London, England) er en engelsk deffensiv midtbanespiller, som spiller i Milton Keynes Dons. Han kom til klubben i 2018 og har tidligere spillet for blandt andet Aston Villa, Wimbledon, West Ham United, Bolton Wanderers og Ipswich Town.